# Coenocorypha
Coenocorypha är ett släkte beckasiner i familjen snäppor inom ordningen vadarfåglar, alla med utbredning på eller i ögrupper kring Nya Zeeland. Släktet omfattar idag fem arter, varav två har dött ut i historisk tid:
- Nordöbeckasin (C. barrierensis) – utdöd
- Sydöbeckasin (C. iredalei) – utdöd
- Mindre chathambeckasin (C. pusilla)
- Snaresbeckasin (C. huegeli)
- Aucklandbeckasin (C. aucklandica)

Ytterligare tre arter dog ut tidigare under holocen:
- Större chathambeckasin (C. chathamica)
- Fijibeckasin (C. huegeli)
- Nyakaledonienbeckasin (C. huegeli)